# Dipartimento di Mayo-Boneye
Il dipartimento di Mayo-Boneye è un dipartimento del Ciad facente parte della provincia di Mayo-Kebbi Est. Il capoluogo è Bongor.

## Comuni
Il dipartimento comprende i seguenti comuni:
- Bongor
- Gam
- Kim
- Koyom
- Moulkou
- Rigaza
- Samga